# Вітторіо Амброзіо
Вітторіо Амброзіо (італ. Vittorio Ambrosio; 28 липня 1879, Турин, Королівство Італія — 19 листопада 1958, Алассіо, Італія) — італійський військовий діяч, генерал армії, учасник Першої та Другої світових воєн. 1943 року очолив Генеральний штаб Італії, змінивши на цій посаді маршала Кавальєро. Після висадки союзників на Сицилії перейшов в опозицію до Беніто Муссоліні, активно сприяв королю у питанні відсторонення дуче від влади та надалі підтримав новий уряд П'єтро Бадольйо.

## Ранні роки та початок кар'єри
Вітторіо Амброзіо народився 28 липня 1879 року в місті Турин, що на півночі Італії. Тут же він навчався у початковій та середній школах, по завершенню яких, бажаючи пов'язати своє життя з армією, вступив 1893 року до Військової академії Нунціателла, де свого часу навчався король Віктор Еммануїл ІІІ. 30 вересня 1896 року був прийнятий до Військової академії Модени. 
14 вересня 1898 року, завершивши навчання в академії, Вітторіо поступив на військову службу до Королівської італійської армії у званні молодшого лейтенанта. 
15 серпня 1907 року отримав призначення до 20-о кавалерійського полку, розквартированого в Римі. Саме в столиці він пройшов додаткові курси при місцевій військовій школа та по їх завершенню був підвищений до лейтенанта. 1 листопада наступного року почав відвідувати курс практичної підготовки, який також проходив у тому ж таки Римі.
1909 року перевівся до 7-о армійського корпусу, а за рік отримав звання капітана. 1911 року продовжив службу в Лівії на посаді командира ескадрону, надалі брав участь у війні з османами, знову повернувся до Європи лише у 1913 році. Згодом був призначений до штабу 3-ї кавалерійської дивізії, що розташовувалася в Ломбардії.

## Перша світова війна
1915 року, одразу після вступу Італії у Першу світову війну, разом зі своєю частиною відправився на фронт в Юлійські Альпи, де проявив себе хорошим управлінцем, організувавши ефективну та злагоджену роботу штабу 3-ї дивізії. За це 1916 року був підвищений до майора, а ще за декілька місяців став підполковником. Особисто керував частиною, коли остання прикривала відступ 2-ї армії від Капоретто. Завершення війни Амброзіо зустрів у званні полковника та у статусі героя війни, маючи славу талановитого офіцера-штабіста, виділяючись на фоні співслуживців надзвичайно високою працездатністю.

## Між світовими війнами
13 лютого 1919 року вперше у кар'єрі обійняв керівну посаду, очоливши штаб 26-ї дивізії. 25 травня 1919 року Амброзіо став начальником штабу рідної для нього 3-ї кавалерійської дивізії. 20 червня 1922 року в Мілані він прийняв командування Савойським кавалерійським полком, а згодом був призначений заступником командира Кавалерійської школи в Пінероло. 19 грудня 1926 року, отримавши звання бригадного генерала, він став командиром Кавалерійської прикладної школи.
У лютому 1933 року підвищений до дивізійного генерала та призначений командиром 2-ї дивізії. 19 жовтня 1933 року став інспектором мобільних військ Італії. 
30 жовтня 1935 року Амброзіо прийняв командування Сицилійським армійським корпусом у Палермо. 30 листопада 1935 року йому присвоєно звання корпусного генерала, а вже 10 грудня 1938 року він став командиром 2-ї армії, яку колись рятував від розгрому ще під час Першої світової війни.

## Друга світова війна

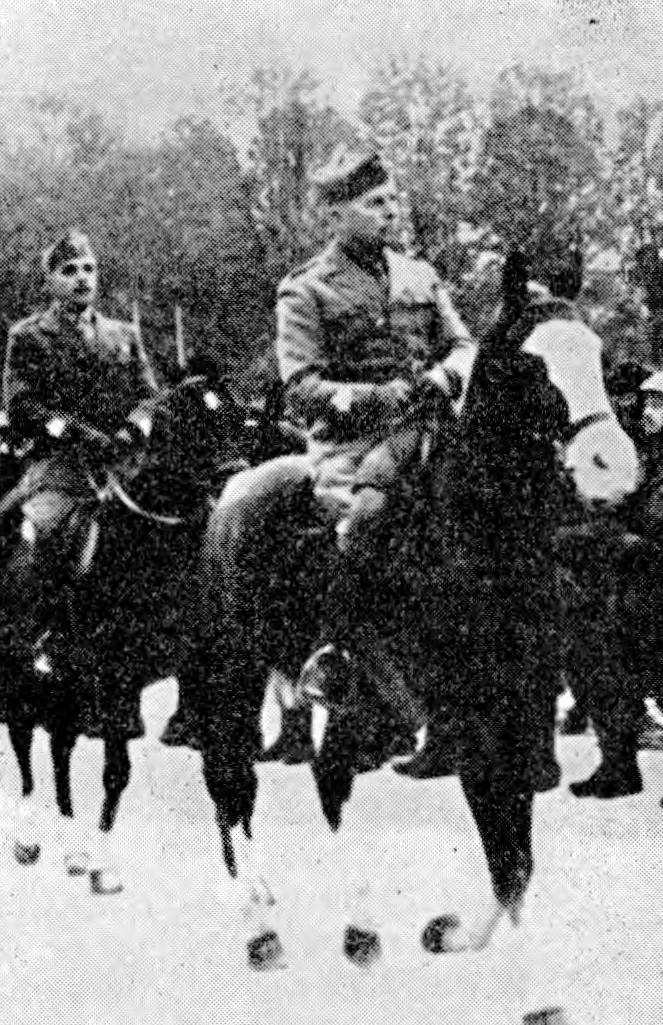
Вітторіо Амброзіо в окупованій Любляні, 1942 рік

З початком Другої світової війни безпосередньо командував веденням бойових дій у Югославії, де проявив себе як талановитий командир, зумівши разом із 2-ю армією розбити більш чисельні частини ворога та забезпечивши успіх операції.
20 січня 1942 року Амброзіо був призначений начальником Генерального штабу Королівської італійської армії. 29 жовтня наступного року йому було присвоєно звання генерала армії. 
2 лютого 1943 року він обійняв посаду начальника Генерального штабу Італії, змінивши маршала Уго Кавальеро. Опинившись на цій посаді, він одразу почав здійснювати кадрові перестановки у вищому командуванні армії, бажаючи максимально усунути фашистів від влади. Також Амброзіо разом зі своїми однодумцями провадив політичну ініціативу, спрямовану спершу на вихід Італії із союзу з німцями, а потім — на усунення фашистів від влади в країні. Він провадив свою діяльність не знаючи про те, що подібні цілі переслідувала група самих же фашистських політиків, очолюваних Діно Ґранді. 

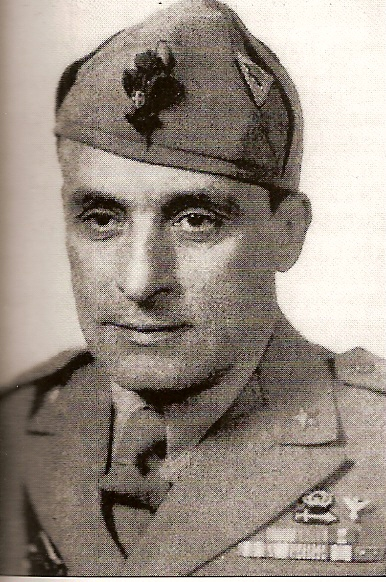
Генерал Джузеппе Кастеллано, який очолював дипломатичну місію з переговорів із союзниками

Після безрезультатної зустрічі Муссоліні та Гітлера, яка відбулася 19 липня 1943 року, Амброзіо та його оточення остаточно змінили вектор із усунення від влади Національної фашистської партії на усунення від влади самого дуче. Після звільнення Муссоліні з посади очільника уряду Амброзіо почав відігравати надзвичайну важливу для самого короля Віктора Еммануїла ІІІ роль, незалежну від уряду під керівництвом Бадольйо. Фактично він входив до складу Таємної ради під головуванням суверена, якій делегувалися повноваження щодо вирішення найважливіших політичних проблем країни. Крім того, Вітторіо забезпечував безпеку монарха та стримував від бунтів сквадристів.  
Надалі Амброзіо запропонував генерала Кастеллано на посаду очільника дипломатичної місії з переговорів із союзниками. Своєму соратнику Вітторіо надав чіткі вказівки, головною серед яких було просити допомоги Британії та США для боротьби з Третім Рейхом. Пізніше Амброзіо видав циркуляр, який наказував усім частинам відмовитися від співпраці з нацистами, за можливості арештувати та роззброїти німців або, принаймні, ізолювати їх від можливості отримання підкріплення. Однак за декілька днів він змінив власний наказ. Тепер італійські частини повинні були відкривати вогонь по нацистах лише у випадку атаки останніх.
Розуміючи, що німці не відпустять Італію у вільне плавання, та усвідомлюючи неможливість утримання столиці через сильний вплив фашистів, Амброзіо забезпечив евакуацію уряду та монарха зі столиці на південь країни. 
Невдовзі було повністю досягнуто консенсусу між союзниками та Італією, що знаменувало вихід країни з війни. Вітторіо обійняв посаду генерального інспектора військ. Новим же начальником Генерального штабу став маршал Мессе, якого спеціально звільнили з британського полону. 
З 31 липня 1944 року Амброзіо перебував у розпорядження Міністерства армії. 1 липня 1945 року відправлений у тимчасову відпустку, а 1 травня 1954 року відправлений у відставку. Надалі участі у політичному та військовому житті країни не брав. 
Вітторіо Амбросіо помер в Алассіо 19 листопада 1958 року.